# تيمضرت
تيمضرت هو دوار يبلغ عدد سكانه 1700 نسمة ويقع على بعد 16 كم من أكدز في إقليم زاكورة.

## الجغرافية
إلى الشمال، يحد دوار تيمضرت جبل كيسان، ووادي درعة.

## إدارة
بعد التقسيم الإداري الجديد، أصبحت تيمضرت جزءا من إقليم زاكورة، بينما كانت سابقا تابعة لإقليم ورزازات.

## الاقتصاد
الزراعة والحرف اليدوية هي الأنشطة الرئيسية للقرويين.